# SN 2009jo
SN 2009jo – supernowa typu Ia odkryta 16 września 2009 roku w galaktyce A004042-0931. W momencie odkrycia miała maksymalną jasność 21,80m.